# Bouëx
Bouëx is een gemeente in het Franse departement Charente (regio Nouvelle-Aquitaine). De plaats maakt deel uit van het arrondissement Angoulême. Bouëx telde op 1 januari 2022 845 inwoners.

## Geografie
De oppervlakte van Bouëx bedroeg op 1 januari 2022 15,64 vierkante kilometer; de bevolkingsdichtheid was toen 54 inwoners per km².
Het bosgebied Bois Blanc strekt zich over 68 ha uit over het noorden van de gemeente.
De onderstaande kaart toont de ligging van Bouëx met de belangrijkste infrastructuur en aangrenzende gemeenten.

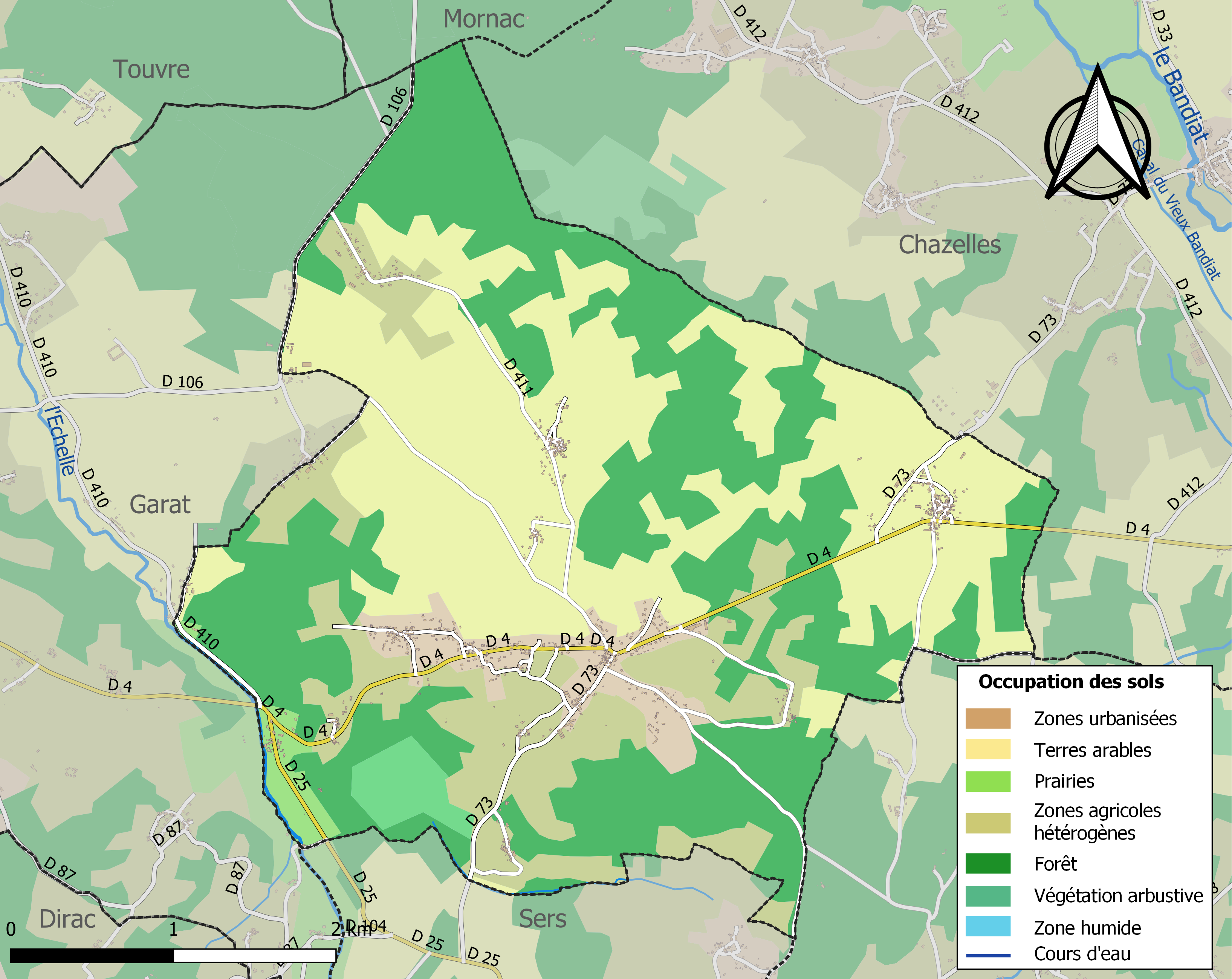

## Demografie
Onderstaande figuur toont het verloop van het inwonertal (bron: INSEE-tellingen).

Vanwege een beveiligingsprobleem met de MediaWiki Graph-software is het momenteel niet mogelijk deze grafiek weer te geven. Zodra de software is bijgewerkt zal de grafiek vanzelf weer zichtbaar worden.